# Maison romane de Nîmes
La maison romane de Nîmes est un édifice civil roman situé à Nîmes, dans le département français du Gard en région Occitanie.
La maison est inscrite monument historique depuis 1939.

## Localisation
La maison romane de Nîmes est située au numéro 1 de la rue de la Madeleine, à deux pas de la cathédrale Notre-Dame-et-Saint-Castor.

## Historique
La maison romane de Nîmes est édifiée au XIIe siècle,,. 
Son origine n'est pas connue : elle a pu être un hôtel dépendant d'un prieuré ou la maison d'un riche bourgeois.

## Architecture
La façade de la maison romane est édifiée en pierre de taille assemblée en grand appareil. 
Le premier étage présente une décoration romane « d'une exécution remarquable », visiblement composée d'éléments déplacés :
- corniches sculptées formant impostes[2],[3],[4], présentant des ornements divers :
  - feuilles d'acanthe
  - animaux fantastiques
  - motifs végétaux, visage humain et têtes d'animaux
  - feuilles d'acanthe, motifs végétaux et têtes d'animaux

- colonnettes surmontées de divers motifs :
  - tête de bélier
  - têtes de monstre
  - aigle
  - visage humain

- cupules au-dessus des frises :
  - visage moustachu
  - feuilles d'acanthe enroulées
  - fleurs

- vestiges d'arcs en plein cintre

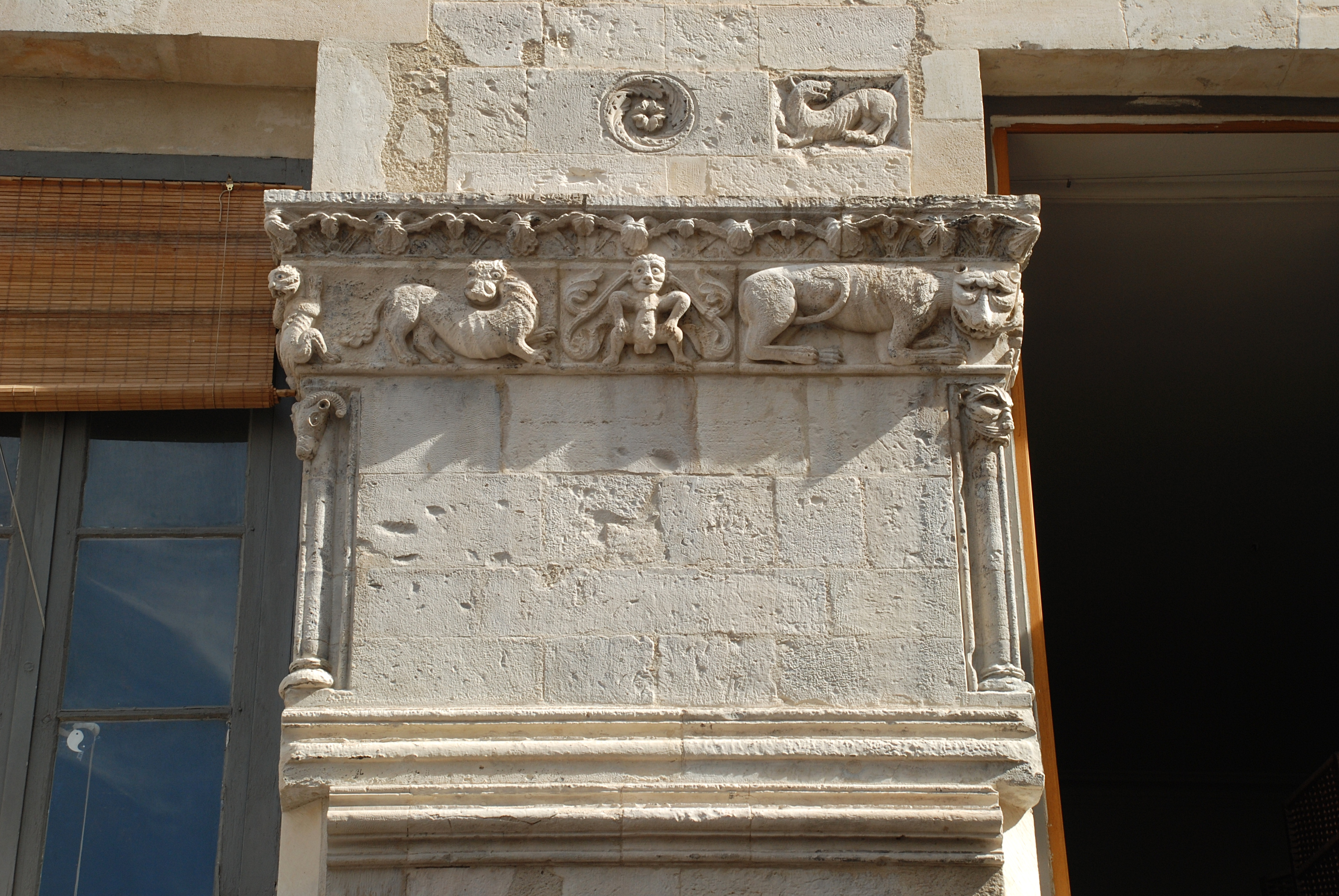
Deuxième frise.
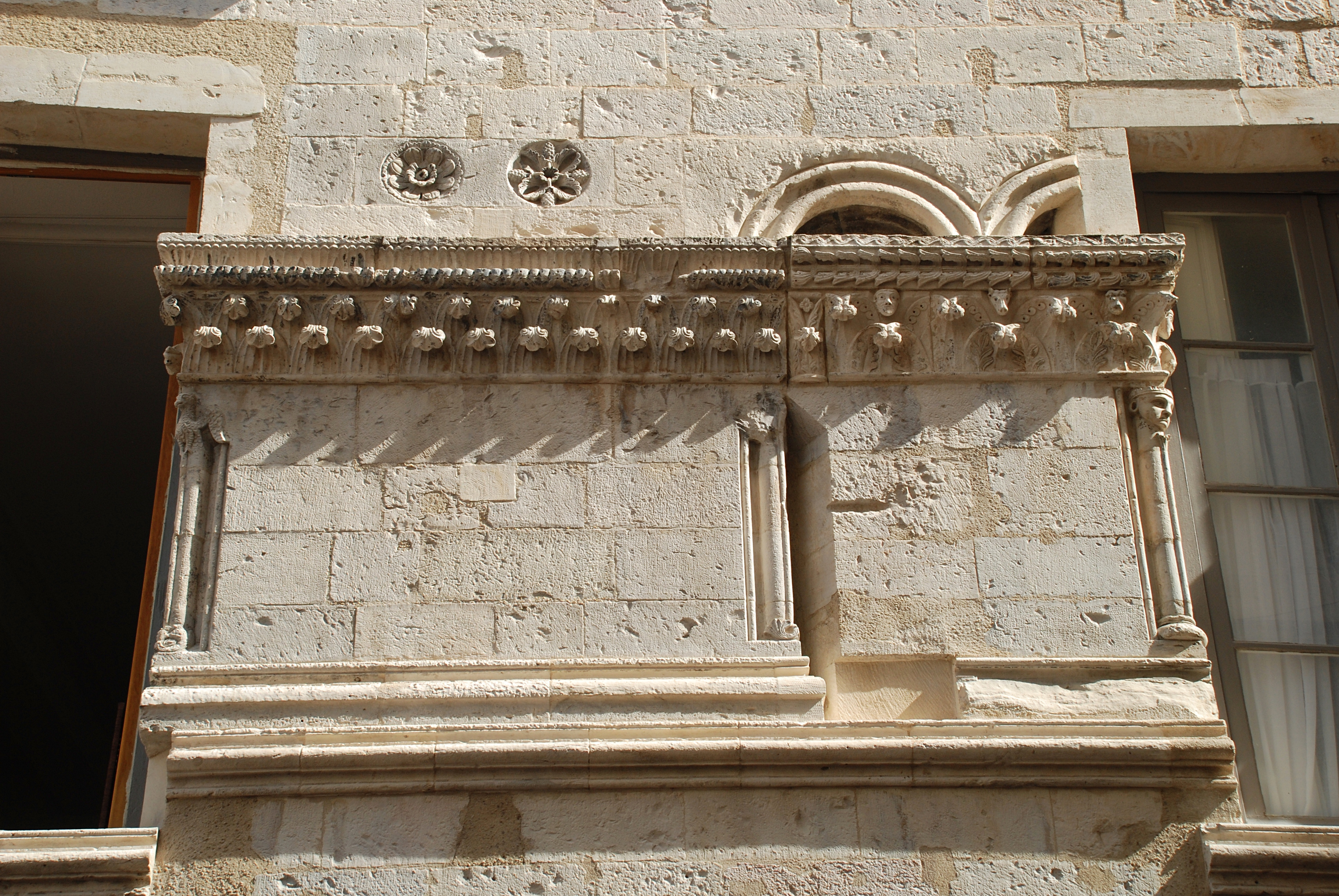
Troisième frise.

Les fenêtres actuelles ont été percées au XIXe siècle, pour une mise au goût du jour. Les frises sculptées ont alors été déplacées. On perçoit encore quelques arcades qui permettent de restituer l'élévation romane, à baies géminées. Les parties hautes ont été reprises au XVIIe siècle, comme l'indique une date marquée dans le mortier retrouvée lors de restaurations menées en 1999.

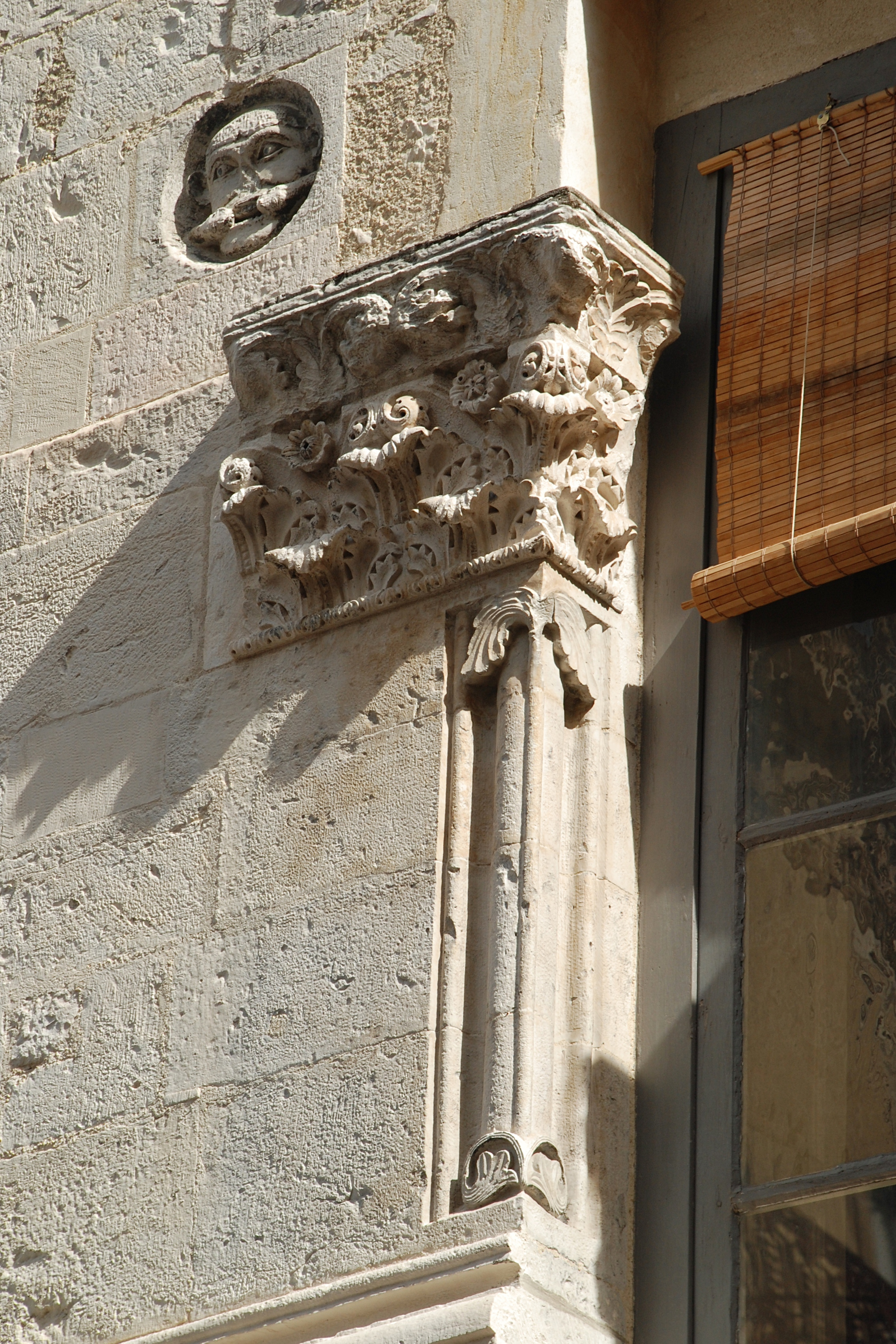
Première frise (est).
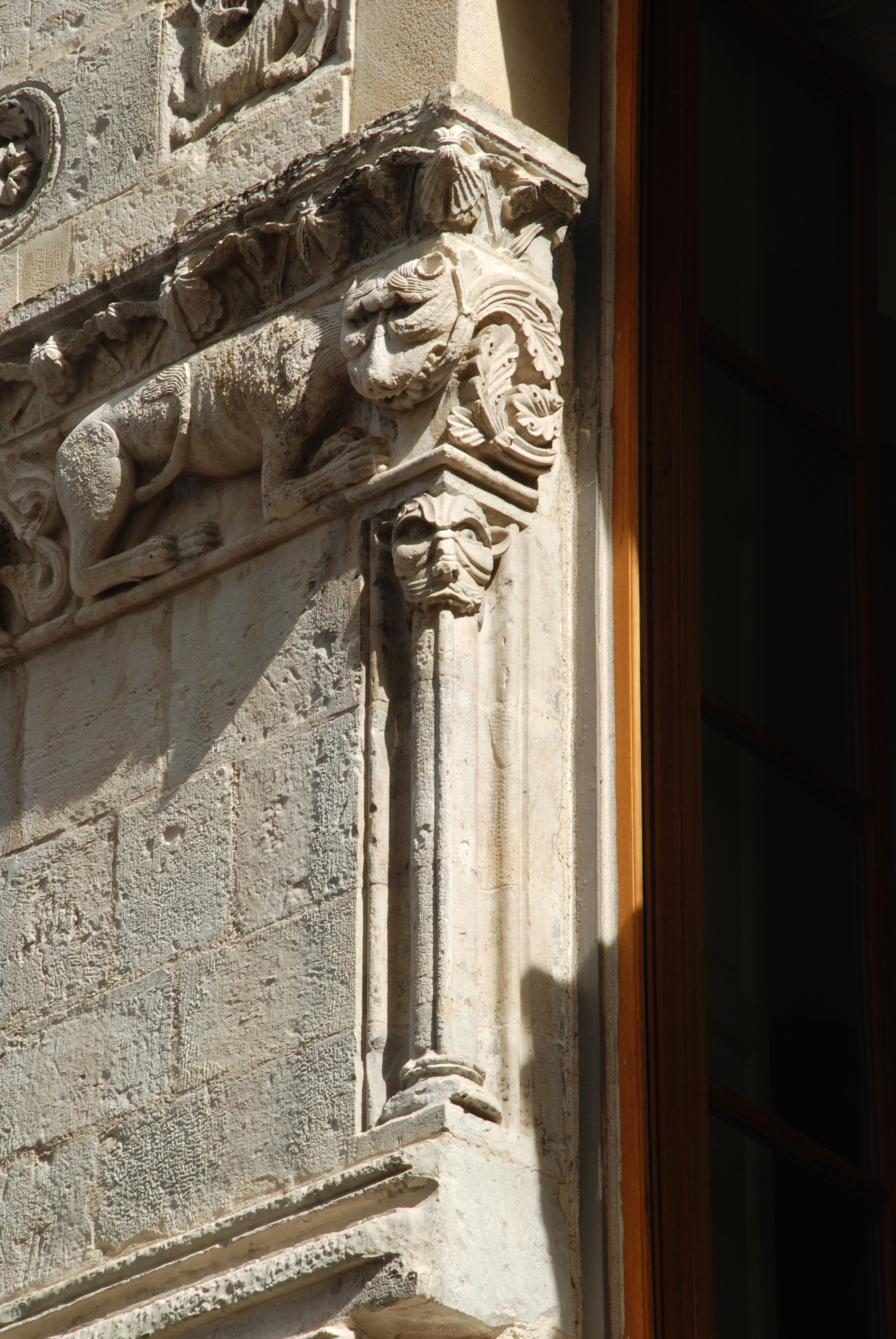
Colonnette et monstre.
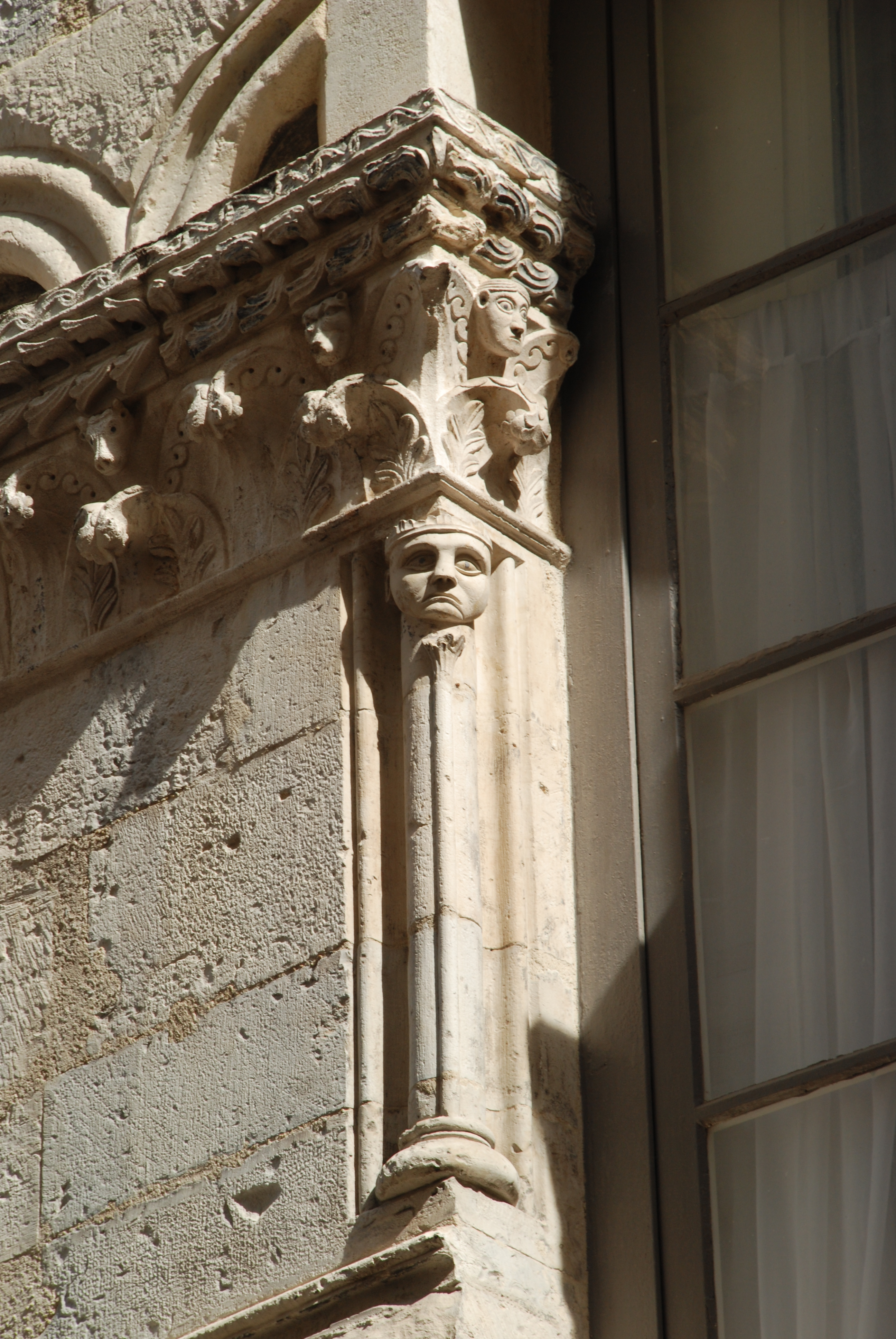
Colonnette et visage humain.